# 関西国際学園
関西国際学園（かんさいこくさいがくえん、英語:Kansai International Academy）とは、兵庫県神戸市灘区に本拠地を置くインターナショナルスクール。Council of International Schools及び国際バカロレアPYP及び認定校 。プリスクールから12年生（高校3年に相当）までの教育を英語及び日本語で行っている。
また、関東と関西の各地にある本学園の系列で実質的分校であるさくらインターナショナルスクールについても本項目で述べる。

## 概要
2001年に創立された本校は2015年に日本国内唯一の国際バカロレアのPYP（Primary Years Program）の認定校となり、2020年には更にDP（Diploma Program）の認定校にもなった 。学園生徒は主要科目（国語、算数、探究学習、科学）などを日本語と英語両方で学んでいる。
2016年には神戸校にて中等部が新設された。
本校カリキュラムラボの顧問に茂木健一郎が就任している。

## キャンパス
関西国際学園は神戸市内にある本校の他に系列の「さくらインターナショナルスクール」名で以下の分校を関東や関西にて開いている。
- さくらインターナショナルスクール初等部（東京都港区）
- 東大阪校（大阪府東大阪市）
- 芦屋校（兵庫県西宮市）
- 京都校（京都府京都市西京区）
- 枚方校（大阪府枚方市）
- 明石校（兵庫県明石市）
- 姫路校（兵庫県姫路市）
- 天王寺nini校（大阪府大阪市阿倍野区）
- 天王寺ルシアス校（大阪府大阪市阿倍野区）
- 文京校（東京都文京区）
- 千代田校（東京都千代田区）
- 麻布校（東京都港区）
- 横浜青葉校（神奈川県横浜市青葉区）
- 日本橋校（東京都中央区）
- 世田谷校（東京都世田谷区）

## 乳幼児部
乳幼児部（Early Learning Center）ではモンテッソーリ教育及びレッジョ・エミリア教育に基づいた教育を1~3才児を対象に行っている。

## 幼稚園部
3歳から6歳までの間の児童は神戸校若しくはさくらインターナショナルスクールの幼稚園部に入ることになる。ここでは園児は個人及び社会的スキルの他、基礎的な計算や読み書きのスキル開発を行っている。尚、基礎的な英語力を学ばせるため園児は一日の大半を英語の環境下で過ごすこととなり、日本語での教育は一部のキャンパスでの1時限のクラスのみに留められている。

## 初等部
本校の初等教育は日本語と英語両方で行われる他、様々な題目での選択授業を受ける事が出来る。